# Stonebridge Park (stacja)
Stonebridge Park – naziemna stacja kolejowa zarządzana przez Metro londyńskie i leżąca na jego linii Bakerloo Line. Używa jej także London Overground, którego pociągi stają tu na trasie z dworca Euston do Watford (linia Watford DC Line).